# 당스핑고지질

스핑고신의 구조

당스핑고지질(영어: glycosphingolipid)은 아미노알코올인 스핑고신을 함유하고 있는 당지질의 한 종류이다. 당스핑고지질은 탄수화물이 부착된 스핑고지질로 간주될 수 있다. 당스핑고지질은 지질(보다 구체적으로 스핑고지질)의 한 부류이며, 세포막의 일부이다. 당스핑고지질은 소수성인 세라마이드 부분과 글리코사이드 결합으로 결합된 탄수화물 부분으로 구성되어 있다. 이러한 탄수화물 부분은 세포막의 외부에서 세포 부착이나 세포-세포 상호작용과 같은 생물학적 과정에서 중요한 역할을 한다. 당스핑고지질은 또한 종양발생 및 개체발생에서 중요한 역할을 한다.

## 분류
일반적으로 당스핑고지질은 중성 당스핑고지질과 음전하를 띄는 당스핑고지질의 두 가지 그룹으로 분류할 수 있다. 음전하를 띄는 당스핑고지질은 전하를 띄는 부위로 다시 구별할 수 있다. 강글리오사이드는 시알산을 가지고 있는 반면, 설파타이드는 황산기를 가지고 있다. 대부분의 당스핑고지질의 구조적 유사성은 세라마이드의 머리 부분의 1번 탄소의 하이드록시기(-OH)에 결합되어 있는 1개 이상의 당을 가지고 있으나 인(P)은 가지고 있지 않다. 보다 더 큰 구조들은 당의 배열과 입체배치에 의해 서로 다른 그룹으로 세분화되며, 가장 일반적인 종류로는 세레브로사이드, 글로보사이드, 강글리오사이드가 있다.
당스핑고지질에는 다음과 같은 것들이 있다.
- 세레브로사이드
- 글로보사이드
- 강글리오사이드

## 생성 및 기능
강글리오사이드는 주로 중추신경계의 세포막에서 발견되며, 탄수화물 부분은 개별 세포 간의 상호작용 및 세포 신호전달에 관여한다. 강글리오사이드는 다른 세포에서도 발견된다. 예를 들어, 시알산은 사당류인 소위 시알릴-루이스-x 구조의 일부분인데, 이는 다양한 신호 전달 과정에서 중요하다. 예를 들어, 중성 당스핑고지질의 탄수화물 부분은 사람의 ABO식 혈액형 항원을 결정한다.
유전되는 효소의 결함은 지질의 분해에 이상을 초래하여 다양한 기관에서 당지질을 축적시킬 수 있다. 세레브로사이드의 분해에 이상이 생겨서 세레브로사이드가 축적될 경우 고셔병 및 크라베병과 같은 질환이 생길 수 있고, 강글리오사이드의 분해에 이상이 생겨서 강글리오사이드가 축적될 경우 테이-삭스병과 같은 질환이 생길 수 있다.

## 같이 보기
- 스핑고지질
- 스핑고미엘린